# Leif Sundell
Leif Sundell, född 15 februari 1958 i Borlänge, är en svensk fotbollsdomare. Han är mest känd för de matcher han dömde i EM i England 1996. Leif dömde även den omtalade Svenska Cupenfinalen 2004 mellan Djurgården IF och IFK Göteborg där han utdelade det andra gula kortet till en mycket förvånad Karl Svensson i IFK Göteborg som inte hade noterat det första, och som då blev utvisad. Djurgården vann och blev Cupmästare 2004.